# Марко Натлачен
Марко Натлачен (24 квітня 1886, Манче, Австро-Угорщина — 13 жовтня 1942, Любляна, Королівство Югославія) — словенський політик та правник, губернатор Дравської Бановини в Королівстві Югославія, антикомуніст.

## Життєпис
Його вбивство комуністичною словенською секретною службою під час Другої світової війни стало важливою подією в ескалації збройного конфлікту між словенськими партизанами і словенськими революційними силами в провінції Любляна.
Відомості про співпрацю Натлачена під час Другої світової війни з фашистською італійською окупаційною владою є спірними.